# 紅寿
紅寿（こうじゅ）は、日本・神奈川県が育成したイチゴの品種。

## 開発の経緯
神奈川県は第二次世界大戦前から石垣イチゴ栽培を行っており、第二次世界大戦後はハウス栽培へと変化したものの、イチゴの伝統的な産地と言える。1980年代になると都市近郊産地として新鮮なイチゴの供給地ともなっているが、食生活の多様化傾向と共にイチゴに対するニーズが変化しており、新品種への要望も高まっていた。
神奈川県では福羽いちごを特産品として栽培しており、その伝統に沿った形で開発が行われた。
育種親として秋香（静岡県育成品種）に花粉親として麗紅（千葉県育成品種）を交配した株から選抜を行った。秋香には極早生性と食味の向上を、麗紅には外観の良さと多収性を期待しての選定であった。1986年1月16日付けで品種登録された。

## 命名の由来
育成地である神奈川県園芸試験場のある中郡二宮町は古くから「長寿の里」として知られる。
収穫後に6日から7日の日持ちがする「長寿イチゴ」であること、果皮の色が鮮やかな紅色をしていることから、「紅寿」と名付けられた。

## 特徴
- 果皮が濃紅色[1]。
- 外形はやや長い円筒形[1]。
- 果肉は濃紅色で中心まで着色しており、粘質で空洞はほとんどない[1]。
- 糖度は11%くらいまで上昇することもあるが、通常は9%前後[1]。
- 果実の硬さは中程度であるが、12月から翌年3月の期間ならば、6日から7日程度は日持ちする[1]。
- 草勢が強く、電照栽培は不要[1]。
- 果実の肥大が良いため、摘果は不要[1]。
- うどんこ病には芳玉、麗紅よりは耐性があるが、宝交早生よりは弱い[2]。
- 灰色かび病には芳玉と同程度の耐性があり、麗紅、宝交早生より強い[2]。